# Albalat dels Tarongers (kommun)
Albalat dels Tarongers är en kommun i Spanien.   Den ligger i provinsen Província de València och regionen Valencia, i den östra delen av landet, 300 km öster om huvudstaden Madrid. Antalet invånare är 1 149. Arean är 21,4 kvadratkilometer. Albalat dels Tarongers gränsar till Estivella, Gilet, Sagunto, Segart, Náquera och Puig. 
Terrängen i Albalat dels Tarongers är kuperad åt sydväst, men åt nordost är den platt.